# Lacul Gâlcescu
Lacul Gâlcescu, denumit uneori Câlcescu din Munții Parâng, este un lac glaciar aflat într-o cuvetă de eroziune glaciară. Este situat în Căldarea Câlcescu din Munții Parâng. Lacul se află la o altitudine de 1925 m, are o suprafață de 31.260 mp, cu o adâncime maximă de 9,3 m. Este cel mai mare lac glaciar din masivul Parâng.
Lacul Gâlcescu este declarat monument al naturii, iar împrejurimile constituie o rezervație naturală (geologică, floristică și peisagistică) și a fost înființată încă din 1932. De aici izvorăște râul Lotru. 